# José Carlos Martins
O Cônego José Carlos Martins (Alfenas, 3 de fevereiro de 1815 — Alfenas, 7 de fevereiro de 1904) foi um sacerdote católico brasileiro, político e empreendedor de Minas Gerais. 

## Biografia
José Carlos Martins era filho natural de Venâncio José de Siqueira e de Delfina Custódia da Silveira, por  esta, neto de João Martins Alfena, "O Velho", e de Ana Custódia da Silveira. João Martins Alfena, "O Velho", era filho de Francisco Martins Borralho e de Sebastiana Francisca Maciel, donde vem o sobrenome Maciel usado por alguns de seus descendentes.
José Carlos Martins foi batizado a 15 de fevereiro de 1815 em Alfenas. Por ser a família abastada e de projeção social, foi exposto na casa dos irmãos João Martins Alfena, "O Moço", e Teresa Joaquina Maciel, seus tios, ambos irmãos de sua mãe.
Em Alfenas exerceu o ministério com muita competência e responsabilidade. Na década de 20 do século XIX, ingressou nos estudos filosófico e teológico. Após a primeira tonsura, recebeu as ordens menores (ostiário, leitor, exorcista e acólito) no dia 26 de novembro de 1837, ano que se habilitou de "genere et moribus", em São Paulo, tendo sido ordenado subdiácono no mesmo dia 26 de novembro de 1837 e diácono no dia 21 de janeiro de 1838. Como diácono, freqüentou o coro da Sé, onde foi discípulo do Cônego Manuel Emídio Bernardes, chantre do Cabido de São Paulo, tendo se destacado no canto gregoriano. 
A 1 de abril de 1838, foi ordenado presbítero, em São Paulo, por Dom Manuel Joaquim Gonçalves de Andrade, sexto bispo paulopolitano. Assim tornou-se o primeiro padre nascido em Alfenas. Em 14 de junho de 1832 foi criada a Freguesia de São José dos Alfenas e o neo-sacerdote regressou à terra natal como coadjutor.
Foi cônego Honorário do Cabido da Sé de São Paulo, Cavaleiro e, depois, Comendador da Ordem de Cristo. Em 1857, recebe provisão de Vigário Colado. Foi vigário interino de Campestre, entre 1864 e 1865. Em 1873, tornou-se Vigário da Vara. Dotado de inteligência brilhante e de uma disposição inquebrantável para o trabalho, desejou e não poupou esforços para fazer de sua terra uma cidade pujante, criando diretrizes de urbanização como: mapeamento do povoado, calçamentos, princípio de saneamento e muitas outras. Em 1876, continuando seu projeto de empreender melhorias em sua terra, decidiu formar uma comissão para a construção de uma nova igreja matriz, contratando para tanto o engenheiro João Barbosa Rodrigues, diretor do Jardim Botânico do Rio de Janeiro, tendo sido lançada a pedra fundamental a 6 de agosto de 1876. A inauguração do templo ocorreu a 30 de setembro de 1883. Cônego José Carlos é considerado o fundador do Povoado de Serrania, em terreno doado por João Moreira de Castilho e Manuel Gonçalves, em 1878. 
Tendo herdado, por testamento, uma grande quantidade de terras, gado e outros bens, era um homem abastado. Sua terras se estendiam de Alfenas às proximidades de Machado. Grande benfeitor do torrão natal, foi vendendo suas propriedades para incentivar o progresso da cidade e socorrer os necessitados. Durante todos os anos de seu paroquiato, além da disponibilidade constante para o cuidado espiritual de seu rebanho, não descuidou das obras sociais, tendo alimentado, vestido, socorrido com remédios e educado uma infinidade de desfavorecidos. Foi considerado o "Pai dos Pobres" em Alfenas.
Faleceu na cidade natal e foi sepultado com todas as honras que lhe eram devidas e com a presença de toda a população da cidade. Fazendo justiça e em demonstração de gratidão pelos seus feitos, a municipalidade deu o seu nome à a principal via pública do centro de Alfenas. Mais tarde, a  29 de janeiro de 1925, seus restos mortais foram transladados para o monumento-túmulo erigido em sua homenagem na Praça Getúlio Vargas, defronte à igreja matriz de São José e Dores, em Alfenas. Apesar da penosa situação de nascimento, o Cônego José Carlos Martins foi sacerdote virtuosíssimo, de castidade inconteste, de caridade exacerbada, de fé e piedade exemplares. Uma vida vivida plenamente na santidade, no amor a Deus, à Igreja e ao próximo.
É considerado pelos historiadores locais como a mais eminente personalidade histórica da cidade de Alfenas, tendo-lhe sido  feitas significativas homenagens por parte das autoridades municipais, do clero e do povo de Alfenas, por ocasião do centenário de sua morte, a 7 de fevereiro de 2004.

## Brasão
Descrição: Escudo eclesiástico (oval) partido: 
- o primeiro de blau com três estrelas de oito raios de jalde postas 2 e 1, chefe endentado do mesmo – armas dos Borralhos;
- o segundo cortado, sendo: I de sable com duas palas de jalde e II de jalde com três flores-de-lis de goles, postas 1 e 2 - armas dos Martins.

O escudo está assente em tarja branca. O todo encimado pelo chapéu eclesiástico de cônego, com seus cordões em cada flanco, terminados por três borlas cada um, postas: 1 e 2, tudo de negro.